# Brassica tournefortii
Espèce
Brassica tournefortii, le chou de Tournefort, est une espèce de plantes dicotylédones de la famille des Brassicaceae, originaire du bassin méditerranéen et du Proche-Orient. Ce sont des plantes herbacées aux feuilles basales en rosette et aux fleurs jaune clair, pouvant atteindre 60 cm de haut .
Cette espèce, qui se reproduit par graines et préfère les sols secs, sableux, se rencontre dans les zones perturbées, les friches, les bords de route, etc. et se comporte comme une mauvaise herbe des cultures. Elle a été introduite dans de nombreux pays et s'est révélée envahissante dans le Sud-Ouest des États-Unis.

## Description
Brassica tournefortii est une plante herbacée annuelle à port dressé pouvant atteindre 100 cm de haut. C'est une plante très ramifiée qui possède une racine pivotante robuste et bien développée.
Les tiges inférieures sont densément couvertes de poils raides.
Les feuilles,  vertes, au bord denté, mesurent de 7 à 30 cm de long et sont pennatilobées, avec 8 à 14 lobes sur chaque feuille. Elles forment une rosette basale assez développée. Les feuilles caulinaires inférieures sont grandes et leur taille diminue vers le haut de la tige, et ne sont plus que des bractées minuscules au niveau de l'inflorescence.
Celle-ci est composée de grappes allongées regroupant jusqu'à 20 fleurs portées par un pédicelle d'environ 10 mm de long.
Les fleurs, de couleur jaune, d'un diamètre d'environ  1,5 cm, présentent des pétales de 5 à 7 mm de long et des sépales de 3 mm de long.
Le fruit est une silique déhiscente, d'environ 3,5 à 6,5 cm de long sur  2 à 3 mm de large, composée de deux loges contenant chacune une série de 7 à 15 graines. La silique est resserrée entre les graines, ce qui lui donne un aspect lomentacé. Celles-ci, de couleur rouge, ont une forme globuleuse et un diamètre de 1 à 1,2 mm,.

L'espèce est diploïde et possède 20 chromosomes (2n = 2x = 20).
La floraison a lieu de décembre à avril.

## Taxinomie

### Synonymes
Selon The Plant List (11 avril 2019) :
- Brassica amblyorhyncha Coustur. & Gand.
- Brassica barrelieri subsp. tournefortii (Gouan) Malag.
- Brassica mesopotamica (Spreng.) Bernh.
- Brassica sisymbrioides (Fisch. ex DC.) Grossh.
- Brassica tournefortii var. dasycarpa O.E.Schulz
- Brassica tournefortii var. sisymbrioides (Fisch.) Grossh.[6]
- Brassicella cheiranthus sensu Adamson
- Coincya tournefortii (Gouan) Alcaraz & al.
- Eruca erecta Lag.
- Erucastrum minutiflorum Pau & Font Quer
- Erucastrum tournefortii (Gouan) Link
- Sinapis caspica Willd. ex Ledeb.
- Sisymbrium setosum Ledeb. ex Spreng.

### Liste des variétés
Selon Tropicos (11 avril 2019) (Attention liste brute contenant possiblement des synonymes) :
- Brassica tournefortii var. dasycarpa O.E. Schulz
- Brassica tournefortii var. leiocarpa Maire & Weiller
- Brassica tournefortii var. recurvata Bornm.
- Brassica tournefortii var. sisymbrioides Fisch.
- Brassica tournefortii var. sisymbroides Fisch. ex DC.